# Репиште (Жјар на Хрону)
Репиште (слч. Repište) насељено је мјесто са административним статусом сеоске општине (слч. obec) у округу Жјар на Хрону, у Банскобистричком крају, Словачка Република.

## Становништво
| Година:    | 1994. | 2004.   | 2014.   | 2024.   |
| ---------- | ----- | ------- | ------- | ------- |
| Број људи: | 325   | 304     | 299     | 277     |
| Разлика:   |       | -6,46 % | -1,64 % | -7,35 % |

| Година:    | 2023. | 2024.   |
| ---------- | ----- | ------- |
| Број људи: | 270   | 277     |
| Разлика:   |       | +2,59 % |

Према подацима о броју становника из 2011. године насеље је имало 300 становника.